# Fisherman's Luck (film 1913 Haldane)
Fisherman's Luck è un cortometraggio muto del 1913 diretto da Bert Haldane. Fu l'ultima apparizione sullo schermo di Gladys Sylvani, un popolare attrice teatrale che in pochi anni era diventata famosa anche come attrice cinematografica.

## Trama
Un vagabondo approfitta di un ricco picnic.

## Produzione
Il film fu prodotto dalla Barker.

## Distribuzione
Distribuito dalla Barker, il film - un cortometraggio di 236 metri - uscì nelle sale cinematografiche britanniche nel luglio 1913.